# Cantone di Nérondes
Il Cantone di Nérondes era una divisione amministrativa dell'arrondissement di Saint-Amand-Montrond.
A seguito della riforma approvata con decreto del 21 febbraio 2014, che ha avuto attuazione dopo le elezioni dipartimentali del 2015, è stato soppresso.

## Composizione
Comprendeva i comuni di:
- Blet
- Charly
- Cornusse
- Croisy
- Flavigny
- Ignol
- Lugny-Bourbonnais
- Menetou-Couture
- Mornay-Berry
- Nérondes
- Ourouer-les-Bourdelins
- Saint-Hilaire-de-Gondilly
- Tendron